# Johann Nikolaus von Hagen

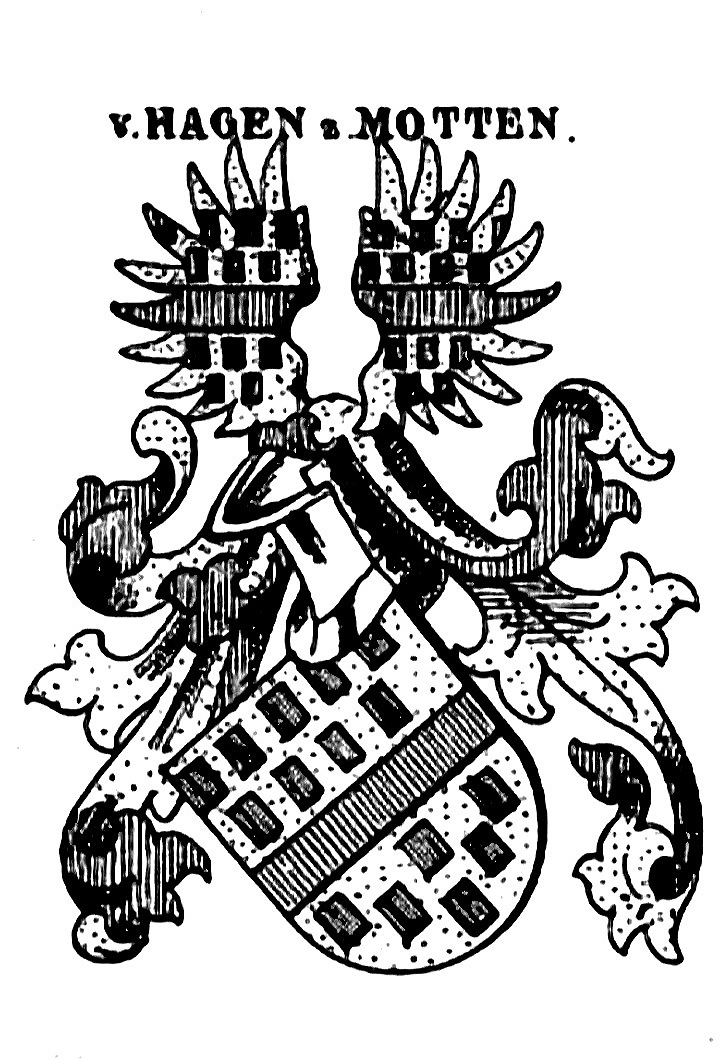
Familienwappen derer von Hagen zur Motten

Johann Nikolaus von Hagen zur Motten (* 1559; † 14. August 1622) war ein deutscher Hofmeister in Nassau-Saarbrücken und Amtmann in Kurtrier.

## Leben

### Herkunft und Familie
Johann Nikolaus von Hagen entstammte dem Adelsgeschlecht Hagen zur Motten, das seinen Stammsitz seit 1300 auf dem Schloss La Motte (Lebach im Saarland) hatte. Er war der Sohn des Johann VI. von Hagen zur Motten (um 1525–1569) und dessen Ehefrau Agnes Schenk von Schmittburg († 1600). Am 5. Oktober 1581 heiratete er Elisabeth von Lützelburg († 1614), mit der er drei Töchter und zwei Söhne, darunter Johann Bernhard (1583–1635, Amtmann in Nassau-Saarbrücken), hatte.

### Wirken
Unter dem Grafen Ludwig II., der seinen Regierungssitz im  Schloss Saarbrücken hatte, diente er als Hofmeister. In dieser Funktion war er als der höchste Beamte für die Wirtschaftsführung verantwortlich. Später (1597) war er als  kurtrierischer Oberamtmann der oberste Dienstmann des Landesherrn.
Nach dem Tod seines Vaters im Jahre 1569 übernahmen Philipp Wolf von Hagen und Nikolaus Schenk von Schmittburg die Vormundschaft über ihn und seinen jüngeren Bruder Philipp Daniel (1565–1634, nassau-saarbrückischer Rat).
Über das umfangreiche Besitztum der Familie gab es Meinungsverschiedenheiten, die am 15. Juli 1575 zu  einer Erbauseinandersetzung führten. Durch Erbteilung erhielt sein Bruder Philipp Daniel im Jahre 1584 die Hälfte des Schlosses La Motte.
Am 16. August 1603 kam es zu einer weiteren Erbteilung zwischen den Brüdern.
Im Februar 1582 verzichtete Johann Nikolaus auf das Erbe nach seiner Frau aus dem Haus Lützelburg.
Am 25. Mai 1590 wurde die Familie von Hagen mit kurtrierischen Gütern belehnt und 1610 gelang Johann Nikololaus mit dem Ankauf von Anteilen der Kriechinger-Familie eine wesentliche Vergrößerung seines Besitzes in Nunkirchen. 1612/1613 kamen weitere Güter als kurtrierisches Lehen an die Herren von Hagen.
Im September 1619 wurde er Mitglied einer Kommission zur Regelung von Grenzfragen mit dem Herzogtum Lothringen in Keskastel.

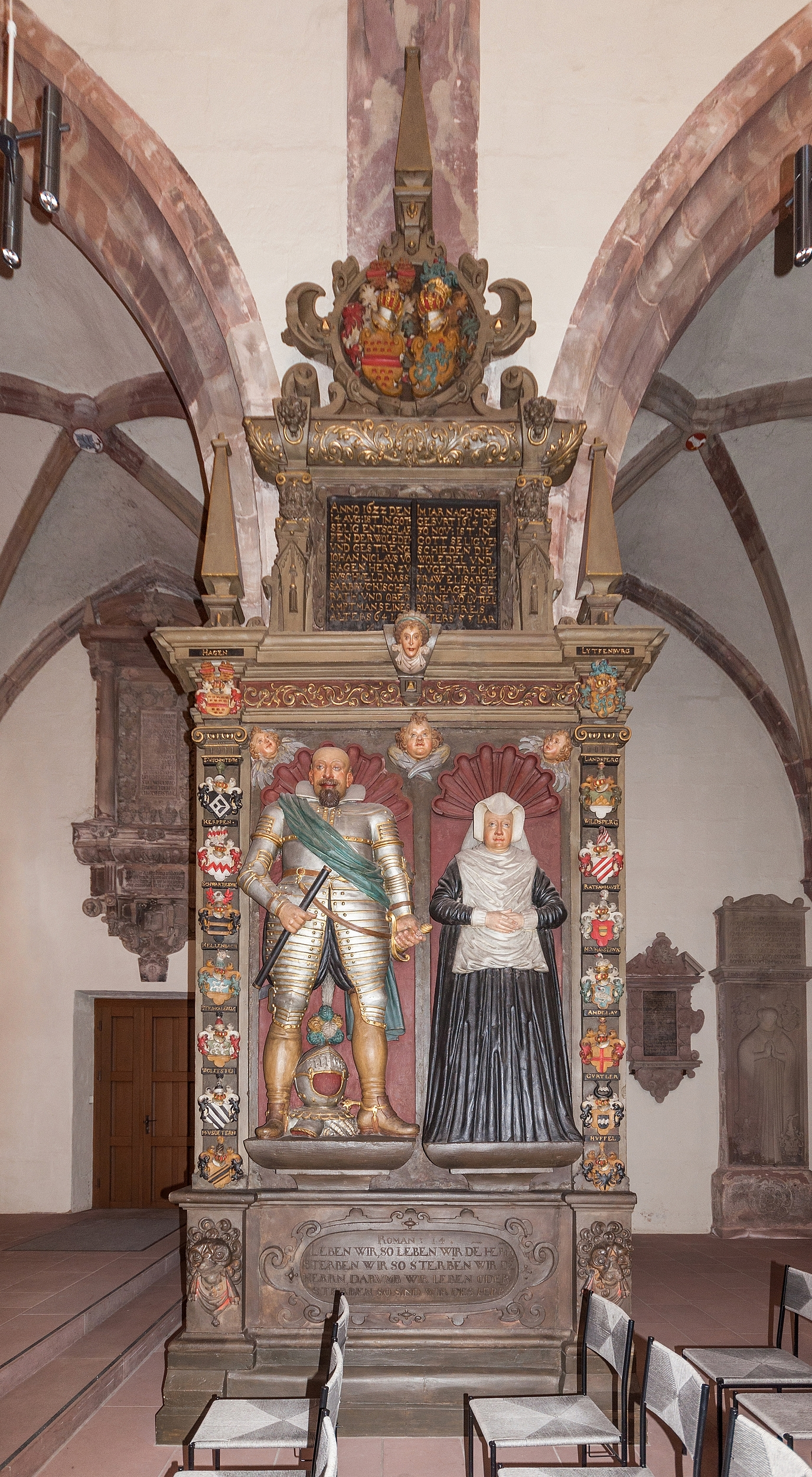
Stiftskirche St. Arnual: Grabmal des Johann Nikolaus von Hagen und seiner Frau Agnes Schenk von Schmittburg

Er fand seine letzte Ruhestätte in der Stiftskirche Sankt Arnual (Saarbrücken).